# Irreligião
Irreligião (também referida como incredulidade, ausência de religião ou pessoas sem religião) é a ausência, indiferença ou não prática de uma religião. Alguns segmentos podem posicionar-se contrários e, eventualmente, inclusive ser hostis às religiões, como pode ser o caso do anticlericalismo, do antiteísmo e da antirreligião. Quando caracterizada como indiferença à religião, inclui o apateísmo. A irreligião também consiste parcialmente na rejeição da crença religiosa, onde se insere o ateísmo e o humanismo secular. Quando caracterizada como a ausência de crença religiosa, pode incluir algumas pessoas que seriam incluídas no agnosticismo, ignosticismo, não-teísmo, deísmo, pandeísmo, ceticismo religioso, livre-pensamento e a não crença. A irreligião pode até incluir formas de teísmo dependendo do contexto religioso, como na Europa do século XVIII, onde o epítome da irreligião foi o deísmo.
Embora povos classificados como irreligiosos podem não seguir qualquer religião, nem todos necessariamente não acreditam no sobrenatural ou em deidades; assim como uma pessoa pode ser um teísta sem uma religião ou ser um não praticante. Em particular, aqueles que associam religiões organizadas com qualidades negativas, mas ainda mantêm crenças espirituais, poderiam ser descritos como irreligiosos.
Atualmente, 16% da população mundial (1,1 bilhão de pessoas) são consideradas não religiosas. Algumas evidências sugerem que o status religioso que mais cresce nos Estados Unidos é o status denominado "sem religião".
No geral, o número de pessoas sem religião no mundo cresceu exponencialmente no século XXI. A medição de irreligiosidade dentro de uma população requer grande sensibilidade cultural, especialmente fora do Ocidente, onde os conceitos de "religião" ou "secularidade" nem sempre estão enraizados na cultura local.

## Diferenças conceituais
O termo "sem religião" não é do agrado de todos os integrantes deste segmento. Há aqueles que preferem o termo "não religioso" (considerado menos ofensivo), e há aqueles que preferem especificar a sua postura filosófica, identificando-se, explicitamente, como ateus, agnósticos ou deístas. O termo também pode se referir a qualquer pessoa que não se considera adepta de alguma religião formal. Não exclui a possibilidade de uma pessoa sem religião possuir uma cosmovisão religiosa. Um exemplo disso é a autora Karen Armstrong que se define como "monoteísta freelance".

Contudo, há diferenças filosóficas entre os principais grupos de não religiosos.

### Agnósticos
Os agnósticos entendem que as questões metafísicas (ou transcendentais) ou religiosas não são possíveis de análise pela razão humana. O agnóstico não tem uma crença certa nem uma descrença certa em uma divindade, mantendo que não é possível resolver o problema (incognoscibilidade).

### Ateus
Os ateus não creem na existência de qualquer deus. Ateus podem ser materialistas, isto é, não acreditam na existência de deus algum, nem da alma humana, nem qualquer outro tipo de coisa que não seja material, ou podem não acreditar na existência de deus(es) podendo eventualmente aceitar certas ideias imateriais como a alma humana. Ateísmo não é religião, mas algumas religiões como o jainismo e o budismo também não acreditam na existência de deus(es).

### Deístas
Os deístas acreditam na existência de um ser superior (ou deus), e defendem que a existência de deus pode ser compreendida por intermédio da razão. Contudo, os deístas não seguem qualquer religião denominacional. Para o deísta, as pessoas devem assumir a responsabilidade pelos seus atos, e procurarem a felicidade nesta vida terrena, ao invés de aceitarem os tormentos das injustiças sociais em procura de uma vida eterna de caráter duvidoso. Os conceitos de "inspiração" e "revelação divina" não são negados, mas o deísta duvida se realmente a pessoa as recebeu.

## Demografia

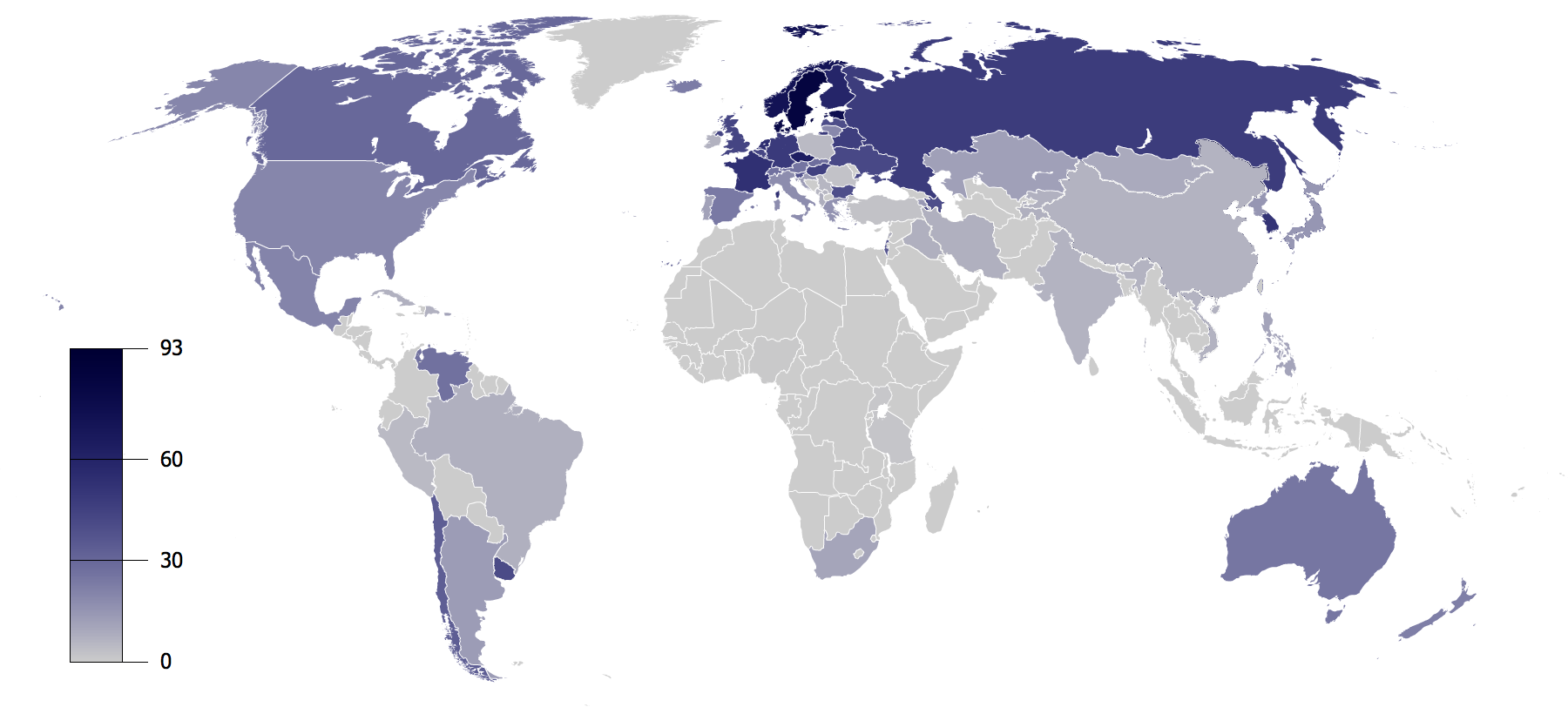
Irreligiosos pelo Instituto Dentsu (2006) e Zuckerman (2005)

O Instituto Gallup tem a mais ampla definição de irreligião: a pergunta solicitada foi "Religião é importante?", os que responderam "não" para essa pergunta estão representados abaixo. O Instituto de Comunicação Dentsu mostra a porcentagem de pessoas que se afirmaram como "sem religião". E Zuckerman dá a definição mais estrita, citando o número de "ateus e agnósticos" na população.

## Países lusófonos

### Brasil
De acordo com o último Censo do IBGE, o Brasil tem cerca de 16,4 milhões de pessoas sem filiação religiosa (9,3% da população).
No Brasil, nos últimos anos, houve uma sensível diminuição dos católicos nominais, um aumento percentual das outras religiões, especialmente as religiões pentecostais, e a ampliação, e consolidação, de valores seculares laicos que se opõem frontalmente a um estilo de vida religioso.
De fato, isso tem causado mudanças na sociedade brasileira, até então adaptada a uma hegemonia quase incontestável da Igreja Católica Romana. Era o catolicismo romano, outrora, a principal formuladora da ética e da moral social. Contudo, atualmente, ela vem sendo cada vez mais questionada no tocante a sua ideologia religiosa. Dentro desta perspectiva, surgem novas formas de codificar a moral, a ética, e de experimentar o "mundo transcendental".
No Brasil, ainda há certo constrangimento das pessoas (em especial, nas classes menos abastadas) de se afirmarem, socialmente, como sem religião ou não religiosos.[carece de fontes?] Embora a maior parte da população seja nominalmente católica, muitos declaram-se católicos mas raramente participam dos serviços religiosos.[carece de fontes?]
Na verdade, apenas 73% dos ateus e agnósticos brasileiros disseram não se considerar de nenhuma religião. Ao responderem à pergunta "Você se considera pertencente a alguma religião em particular? Se sim, qual?" 18% afirmaram ser cristãos, 1% budistas e 1% não souberam responder

#### Legislação
| “ | Artigo 5° (Caput). IV- é livre a manifestação do pensamento, sendo vedado o anonimato; VIII- ninguém será privado de direitos por motivo de crença religiosa ou de convicção filosófica ou política, salvo se as invocar para eximir-se de obrigação legal a todos imposta e recusar-se a cumprir prestação alternativa, fixada em lei. Artigo 19. É vedado à União, aos Estados, ao Distrito Federal e aos Municípios: I- estabelecer cultos religiosos ou igrejas, subvencioná-los, embaraçar-lhes o funcionamento ou manter com eles ou seus representantes relações de dependência ou aliança, ressalvada, na forma da lei, a colaboração de interesse público. | ” |

A Constituição brasileira de 1988 instituiu uma total divisão entre a religião (seja ela qual for) e o Estado, consolidando o conceito de Estado Laico. O governo instituído, democraticamente, não pode favorecer, nem interditar, as atividades de qualquer religião alguma ou qualquer deus ou deuses. Além disso, não pode impor uma religião específica aos seus cidadãos, nem discriminá-los em razão de não seguirem a ideologia religiosa majoritária ou mesmo de não seguir nenhuma religião. Tal princípio constitucional, o conceito de Estado Laico, já é antigo no Brasil, a Constituição de 1891 já o havia instituído:
| “ | Artigo 72 (Caput) §7°- Nenhum culto ou igreja gozará de subvenção oficial, nem terá relações de dependência ou aliança com o Governo da União ou dos Estados. | ” |

### África lusófona
Nos países lusófonos da África, o catolicismo é predominante, mas divide espaço com as religiões pentecostais, e as crenças nativas, em Angola, Cabo Verde, Moçambique, e São Tomé e Príncipe, havendo algum sincretismo religioso. Em Guiné-Bissau, o catolicismo é bem minoritário, e as crenças nativas e o islamismo predominam. A liberdade religiosa é garantida pela Constituição destes países, bem como o conceito de Estado laico. A posição religiosa dos políticos costuma ser pouco importante para os eleitores, e cresce a secularização dos costumes socioculturais.

### Ásia lusófona
Em Macau, na China, predomina o budismo, com a presença de minorias católicas e protestantes. No estado indiano de Goa, o catolicismo é minoritário. Contudo, há um conjunto arquitetônico de Igrejas e Conventos de Goa , que são consideradas pela Unesco como de relevância histórica. Também há liberdade religiosa, que é garantida por lei, sendo o papel da religião secundário. Em Macau, há um sincretismo entre o budismo e crenças populares chinesas, e nenhuma interferência religiosa nos assuntos típicos do Estado (como preconiza o Partido Comunista Chinês).

## Personalidades não religiosas
Na atualidade, encontramos em diversos segmentos sociais pessoas que assumem uma postura não religiosa. Isto não necessariamente significa a promoção de preconceitos àqueles que estão filiados às religiões convencionais; porém, é um indicativo que a desfiliação religiosa é um processo crescente e cada vez mais perceptível. Os motivos da desfiliação podem ser os mais variados.